# Ashtabula County
Ashtabula County er et county i den amerikanske delstat Ohio. Amtet ligger i det nordøstlige hjørne af delstaten ved Lake Erie og grænser op til Trumbull County i syd, Geauga County i sydvest og mod Lake County i nordvest. Amtet grænser desuden op til delstaten Pennsylvania i øst og mod Canada over Lake Erie i nord.
Ashtabula Countys totale areal er 3.544 km² hvoraf 1.725 km² er vand. I 2000 havde amtet 102.728 indbyggere.
Amtets administration ligger i byen Jefferson.
Amtet blev grundlagt i 1807 og er opkaldt efter floden Ashtabula River, som har  fået sit navn fra et indiansk ord, som betyder floden med mange fisk. 

## Demografi
Ifølge folketællingen fra 2000 boede der 102.728  personer i amtet. Der var 39.397 husstande med 27.774 familier. Befolkningstætheden var 56 personer pr. km². Befolkningens etniske sammensætning var som følger: 94,07% hvide, 3,16% afroamerikanere, 0,19% indianere, 0,34% asiater, 0,02% fra Stillehavsøerne, 0,85% af anden oprindelse og 1,36% fra to eller flere grupper. 19,3% var efterkommere af tyske indvandrere, 11,6% af italiensk, 10,6% af engelsk, 10,5%  af irsk og 10,3% af amerikansk afstamning ifølge folketællingen i 2000. 95,2% talte engelsk og 2,4% spansk som deres primære sprog.
Der var 39.397 husstande, hvoraf 32,40% havde børn under 18 år boende. 54,80% var ægtepar, som boede sammen, 11,40% havde en enlig kvindelig husejer som beboer, og 29,50% var ikke-familier. 24,80% af alle husstande bestod af individer, og i 10,70% var der en beboer, som boede alene og var 65 år eller ældre.
Gennemsnitsindkomsten for en hustand var $35,607 årligt, mens gennemsnitsindkomsten for en familie var på $42,449 årligt.